# Åråsvikens norra skärgård
Åråsvikens norra skärgård este o arie protejată (arie de protecție specială avifaunistică — SPA) din Suedia întinsă pe o suprafață de 352,5 ha, integral pe uscat.

## Localizare
Centrul sitului Åråsvikens norra skärgård este situat la coordonatele 59°02′23″N 14°00′18″E / 59.0397°N 14.0049°E.

## Înființare
Situl Åråsvikens norra skärgård a fost declarat arie de protecție specială avifaunistică în aprilie 2004 pentru a proteja 5 specii de animale.

## Biodiversitate
Situată în ecoregiunea boreală, aria protejată nu include niciun habitat protejat.
La baza desemnării sitului se află mai multe specii protejate de  păsări (5): erete de stuf (Circus aeruginosus), cufundar polar (Gavia arctica), vultur pescar (Pandion haliaetus), chiră de baltă (Sterna hirundo), Sterna paradisaea.